# فيليب درو
فيليب درو (بالإنجليزية: Phillip Drew)‏ هو لاعب كروكيت ‏ نيوزيلندي، ولد في 1986.